# Zegge (plaats)

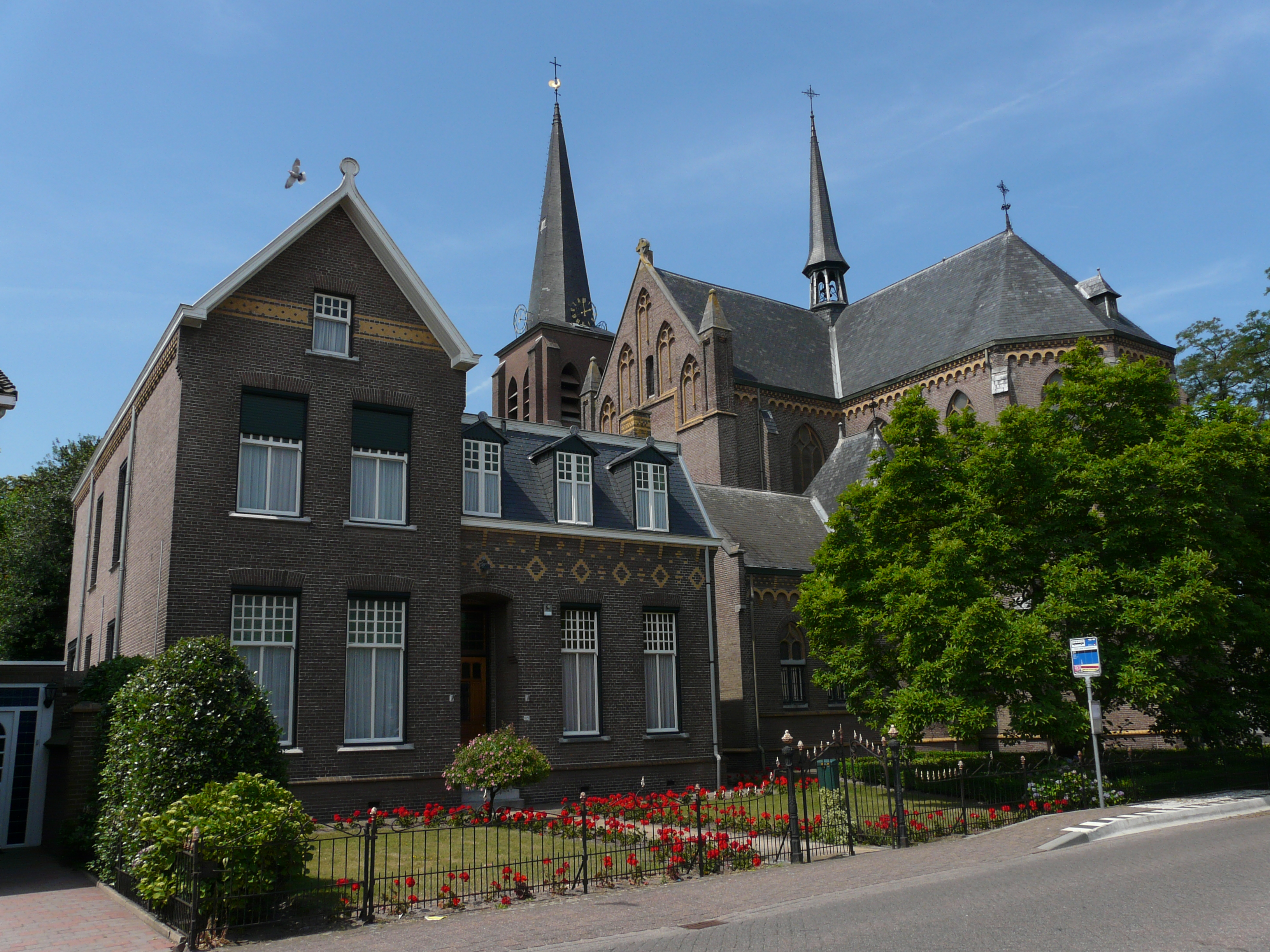
Pastorie en Heilige Maria Boodschapkerk

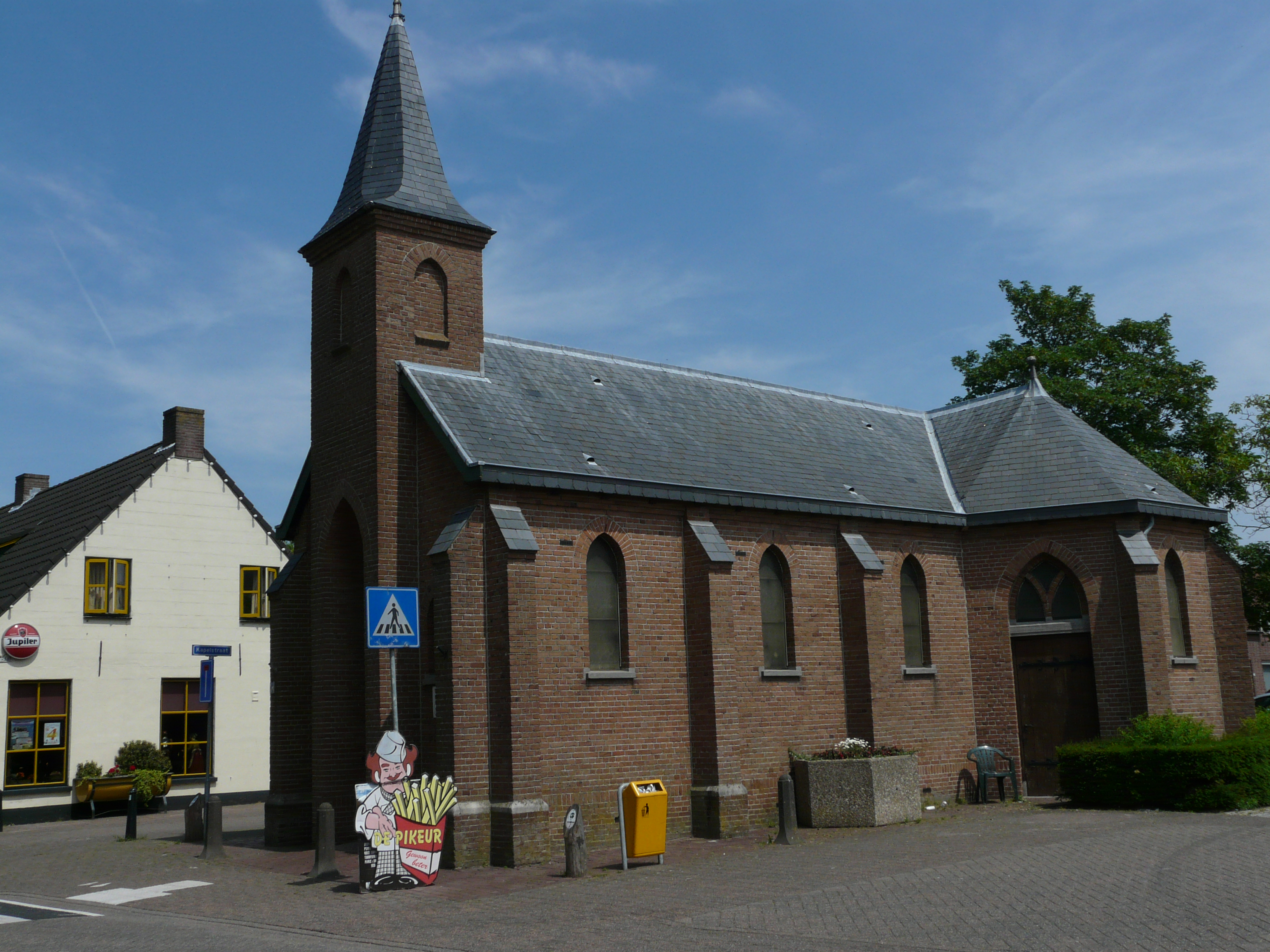
Kapel "Onze Lieve Vrouw van de Zeg"

Zegge is een dorp in de gemeente Rucphen, in de Nederlandse provincie Noord-Brabant. Op 1 januari 2023 had het dorp 2.060 inwoners (CBS). Zegge ligt gezien vanuit de vier overige dorpen van de gemeente Rucphen aan de overkant van rijksweg A58. De ligging is daardoor wat excentrisch.

## Etymologie
De naam zegge komt van laaggelegen en vaak onder water staand weiland, waar veel zegge voorkomt en ook wel rietgras dat in de volksmond als zegge wordt aangeduid.

## Geschiedenis
In 1125 werd de omgeving van Zegge aangeduid als Thurlicht-ter-Venne. Het Deurlechts Vaartje, ten westen van Zegge, herinnert nog aan deze oude benaming. Het was een deel van het gebied Dorlecht. Het was een grensgebied tussen de heerlijkheden Breda en het ervan afgesplitste Bergen op Zoom. Bij de regeling van de grensgeschillen tussen beide gebieden sprak men in 1291 van De Moeren boven Kalsdonk. Deze vielen toe aan Bergen op Zoom. In 1354 sprak men van Nieuwe Dorlecht, waarbij het Thurlicht-ter-Venne als Oude Dorlecht te boek stond.
In 1458 werd de grens definitief geregeld. Het huidige Zegge, toen Land van Bergen boven den Nieuwenberg genaamd, bleef toekomen aan Bergen op Zoom. Aan de lange naam werd toegevoegd: alias Zegge, en gedurende de 18e eeuw werd de naam Den Lande van Zegge meer en meer gebruikelijk.
Zegge vormde een zelfstandige heerlijkheid met een eigen schepenbank. Deze werd voorgezeten door de drossaard van het oostkwartier van Bergen op Zoom. De schepenbank bezat de hoge jurisdictie.
In 1290 begon de vervening van dit en omliggende gebieden. 300 bunder grond werd daartoe door Raso I van Gaveren, Heer van Breda, uitgegeven aan Gerard de Spiekere. In de 14e eeuw werd de eerste bewoning gemeld. In 1687 woonden er ongeveer 300 mensen, een aantal dat eeuwenlang vrijwel constant bleef om pas in de 2e helft van de 19e eeuw merkbaar te stijgen.
Lange tijd was Zegge dan ook geen zelfstandige parochie, maar beschikte slechts over een kapel. Naar verluidt zou deze Mariakapel na de Sint-Elisabethsvloed van 1421 door een schipper zijn opgericht. Dit zou een dankkapel geweest zijn naar aanleiding van zijn behouden thuiskomst. De kapel werd schriftelijk voor het eerst vermeld in 1459. Later zou een nieuwe kapel zijn gebouwd, gewijd aan Maria Boodschap, die in 1615 wordt beschreven. De kapel trok veel bedevaartgangers. Vanaf 1648 mocht de kapel niet meer door de katholieken worden gebruikt, maar in 1810 werd ze opnieuw in gebruik genomen. In 1833 werd de kapel tot parochiekerk verheven, maar in 1848 werd tegenover de kapel een kerk gebouwd die sindsdien als zodanig fungeerde. In 1912 kwam de nieuwe, huidige, parochiekerk gereed. De kapel werd in 1922 vervangen door de huidige. Nog altijd vinden bedevaarten plaats, en wordt er op 31 mei een processie gehouden ter afsluiting van de meimaand.

## Minimale groei
Als kleine kern is de toegestane groei van het dorp al vele jaren minimaal; er mogen jaarlijks maar enkele woningen worden bijgebouwd. Alleen de eigen inwoners komen voor bouwgrond in het dorp in aanmerking. Er is in het dorp dan ook sprake van een zekere vergrijzing.

## Bezienswaardigheden
- De Heilige Maria Boodschapkerk is een neogotische kerk uit 1912, ontworpen door Jacques van Groenendael.[4]
- Pastorie, aan de Onze Lieve Vrouwestraat
- Kapel Onze-Lieve-Vrouw van de Zeg,[5] bevindt zich aan de Onze Lieve Vrouwestraat 108, tegenover de kerk. De huidige kapel dateert van 1922, is ontworpen door Jacques van Groenendael en vervangt een veel oudere kapel. Het is vanouds een bedevaartsoord in verband met een miraculeus Mariabeeld.

## Natuur en landschap
Zegge wordt omringd door een vierkant gebied, Lage Zegge genaamd, dat een landbouwontginning is met een recht patroon van wegen en vaarten. De meeste wegen lopen vrijwel van oost naar west, de hoofdstraat van het dorp staat hier loodrecht op. Dit gebied wordt doorsneden door de spoorweg van Roosendaal naar Tilburg. In de kleine zuidoostelijke hoek die van dit vierkant wordt afgesneden door de Rijksweg 58 bevond zich een steenfabriek.

## Evenementen
Jaarlijks terugkerende evenementen zijn de kermis met braderie en oude ambachtenmarkt in de meimaand. Ook is er de AvondFiets4Daagse in de week na Vaderdag in de maand juni. Zegge dankt zijn grote bekendheid aan de kapel op het dorpsplein en daarop gerichte bedevaart, die in de Mariamaanden mei en oktober veel bezoekers trekt.
Tijdens carnaval heet Zegge Grasduinersdurp.

## Voorzieningen
Het aanwezige winkelbestand, waaronder een supermarkt, concentreert zich in de O.L. Vrouwestraat.

## Onderwijs
Aan de Hoefstraat staat de r.k. basisschool Mariadonk.

## Verenigingen

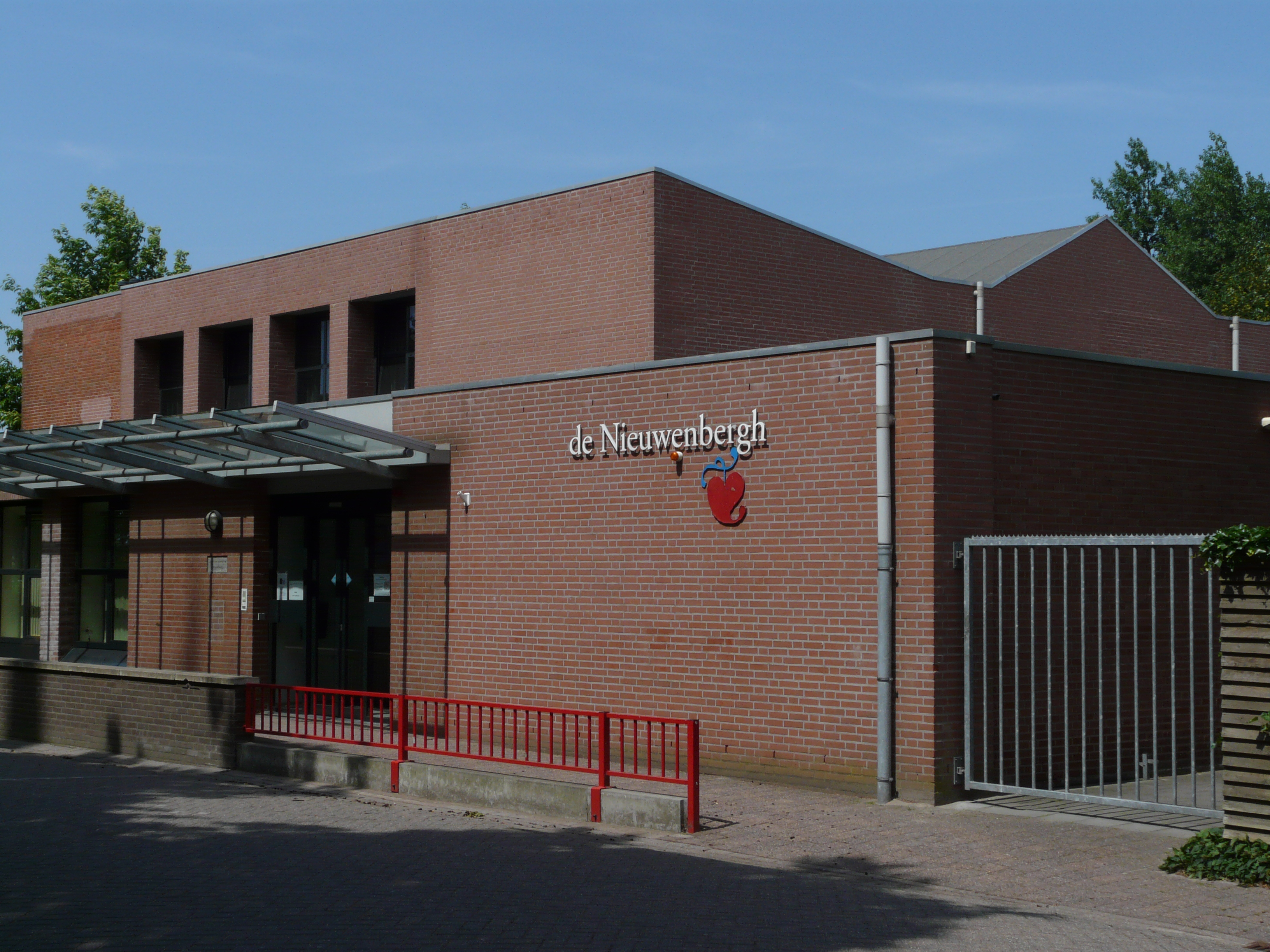
Gemeenschapshuis de Nieuwenbergh

Het dorp kent een bloeiend verenigingsleven. Veel van de activiteiten vinden plaats in het gemeenschapshuis De Nieuwenbergh, dat wordt beheerd door de Stichting Sociaal Kultureel Werk (SKW).
Enkele verenigingen zijn:
- Voetbalvereniging DIOZ
- Tennisclub Hooghei
- Heemkundekring den Lande van Zegge
- Tourclub Zegge
- KBO afd Zegge (vereniging 55+)
- Carnavalsvereniging Grasduinersdurp
- Harmonie en Tamboerkorps St. Cecilia Zegge

## Verkeer en vervoer
Zegge is bereikbaar via de A58. Openbaar vervoer is er per buurtbus met Arriva via de lijn 211 van Nispen naar Oudenbosch via Roosendaal.

## Trivia
- In en rond de pastorie werden vanwege de authentieke sfeer ooit opnamen gemaakt voor de televisieserie Merijntje Gijzen (naar het boek van A.M. de Jong).[bron?]

## Nabijgelegen kernen
Bosschenhoofd, Oud Gastel, Oudenbosch, Roosendaal en Rucphen.
Dorpen: Rucphen · Schijf · St. Willebrord · Sprundel · Zegge

Buurtschappen: De Berk · De Dood · De Heiberg · De Posthoorn · De Schietbaan · Het Hoekske · Het Oosteind · Langendijk · Langeschouw · Munnikenheide · Nederheide · Nispense Achterhoek · Noordhoek · Steenpaal 

Noord-Brabant: Steden en dorpen      Nederland: Provincies · Gemeenten